# John Conduitt
John Conduitt (8 mars 1688 - 23 mai 1737), de Cranbury Park, Hampshire, est un propriétaire terrien et homme politique britannique Whig qui siège à la Chambre des communes de 1721 à 1737. Il épouse la nièce d'Isaac Newton à qui il succède en tant que Maître de la Monnaie.

## Jeunesse
Il est le fils de Leonard et Sarah Conduitt, et est baptisé à l’église Saint-Paul de Covent Garden à Londres le 8 mars 1688. Il est admis à St College Peter, Westminster School, en tant qu'étudiant du roi en juin 1701. En 1705, alors qu'il se trouve à Westminster, il est élu étudiant de la reine au Trinity College, à Cambridge, avec trois autres. Il y est admis en juin de cette année-là et est inscrit à l'université sans être diplômé, ne restant que deux ans.

## Carrière
En 1707, selon son propre compte, il «voyageait» en Hollande et en Allemagne. En septembre 1710, il devient juge-avocat auprès des forces britanniques au Portugal. Selon James Brydges, il est un « très joli gentleman ». À partir d'octobre 1710, il remplit les fonctions de secrétaire de David Colyear (1er comte de Portmore) lorsque ce dernier arrive au Portugal (N & Q). Pendant ce temps, il tient le comte de Dartmouth informé de ce qui se passe à la cour portugaise. Il revient à Londres en octobre 1711 avec Lord Portmore. L'année suivante, il est nommé capitaine d'un régiment de dragons servant au Portugal, mais en septembre 1713, il est nommé Payeur général adjoint des forces britanniques à Gibraltar. Les postes semblent avoir été rémunérateurs, et en mai 1717, il rentre enrichi en Angleterre. En 1720, il acquiert le domaine et la maison de Cranbury Park (en), près de Winchester.

## Parlement et Monnaie
En juin 1721, Conduitt est élu, sur pétition, député de Whitchurch, dans le Hampshire, qu'il représente dans les années 1720 en tant que fidèle partisan du gouvernement whig de Walpole. Il s'intéresse activement à la gestion d'Isaac Newton en tant que maître de la monnaie dans les dernières années de la vie de Newton. Il est nommé à sa place en mars 1727 après la mort de Newton. Il essaie de collecter des matériaux pour une biographie de Newton, mais après avoir commencé, il s’arrête rapidement. En 1728, John Newton, l'héritier des biens immobiliers d'Isaac Newton, ne lui est d'aucune aide, et Newton doit recourir aux tribunaux de la chancellerie pour obtenir satisfaction.
Au début des années 1730, il devient un orateur parlementaire relativement important, défendant le gouvernement sur un certain nombre de questions, notamment le maintien de la loi septennale de Walpole. En 1734, il est réélu à son siège mais choisit de représenter Southampton. Le 12 janvier 1736, il dépose avec succès un projet de loi abrogeant un acte du début du XVIIe siècle contre la conjuration et la sorcellerie (voir Witchcraft Acts).

## Vie privée
Peu de temps après son retour en Angleterre, il fait la connaissance de Sir Isaac Newton et de sa nièce Catherine Barton. Après ce qui devait être une véritable histoire d'amour, ils demandent au bureau de la faculté une licence, qui leur est accordée le 23 août 1717, pour se marier à St Paul's, à Covent Garden. Catherine, alors âgée de 38 ans, se décrit elle-même comme âgée de 32 ans, mais Conduitt a environ 30 ans. Ils se marient trois jours plus tard, le 26 août, dans la paroisse de son oncle à la chapelle de Russell Court, à l'église de St Martin les champs. Peut-être dans le but de se vanter de son mariage imminent avec l’une des filles célèbres de Londres, Conduitt obtient pour lui une concession d’armes du College of Heralds le 16 août.
Le couple a une fille, baptisée du nom de sa mère, née le 23 mai 1721 et baptisée dans la même paroisse de St Martin's le 8 juin. En partie à cause de ses intérêts historiques, Conduitt est élu membre de la Royal Society le 1er décembre 1718, proposé par le président, et son oncle par alliance, Sir Isaac Newton. Celui-ci élit domicile à Cranbury avec sa nièce et son mari jusqu'à sa mort, en 1727.

## Mort et descendants
Il décède le 23 mai 1737 et est enterré à l'Abbaye de Westminster le 29 mai à la droite de Sir Isaac Newton. Son épouse Catherine est décédée en 1739 et est enterrée avec lui. Dans son testament daté de 1732, il lègue ses biens à son épouse et la nomme tutrice de leur fille mineure Catherine. À sa mort, les administrateurs vendent le domaine à Cranbury Park, ainsi que les domaines de Weston et Netley, près de Southampton, à Thomas Lee Dummer, qui lui succède comme député de Southampton.
Sa fille Catherine épouse plus tard John Wallop (vicomte Lymington) (décédé en 1749) en 1740. Il est le fils aîné de John Wallop (1er comte de Portsmouth), et leur fils, John Wallop (2e comte de Portsmouth), devient le deuxième comte de Portsmouth.